# Haustor
Haustor était un groupe de rock formé à Zagreb en République socialiste de Croatie en 1979. Il appartenait au mouvement de la new wave yougoslave.

## Histoire
Avant la création d'Haustor, le chanteur et guitariste occasionnel Darko Rundek rencontre le bassiste Srdjan Sacher en 1977. Deux ans plus tard, ils forment le groupe, avec Ozren Stiglic et Boris Leiner, qui a également joué dans un autre groupe de rock yougoslave, nommé Azra. 
En 1980, Zoran Vuletic rejoint Haustor et s'occupe des claviers et des instruments à vent,. Le groupe est principalement influencé par différents genres de musiques originaires des Caraïbes. 
Haustor sort son premier album éponyme en 1981. Toutes les chansons ont été écrites par Srđan Sacher et Darko Rundek. La chanson de reggae « Moja prva Ijubav » (Mon premier amour) écrite par Sacher est devenue un hit, et reste populaire dans les anciens pays yougoslaves. 
Après une pause, causée par l'enrôlement des membres dans l'armée populaire yougoslave, leur deuxième album intitulé Treći svijet (Tiers monde) sort en 1984. 
Peu de temps après, Rundek devient le seul compositeur et parolier du groupe après que Sacher ait quitté Haustor. 
Haustor sort deux autres albums, Bolero en 1985 et Tajni grad en 1988, avant de se séparer en 1990.

## Discographie

### Albums Studio
- 1981 : Haustor
- 1984 : Treći svijet
- 1985 : Bolero
- 1988 : Tajni grad

### Compilations
- 1995 : 1981 ; 1984 ; 1985 ; 1988
- 2007 : Platinum Collection
- 2008 : The Ultimate Collection
- 2009 : The Ultimate Haustor Collection

### Singles
- 1981 : Moja prva ljubav / Pogled u BB
- 1981 : Radio / Crni žbir
- 1981 : Zima / Majmuni i mjesec / Capri
- 1985 : Ena / Take the Money and Run